# Distigmesikya extincta
Distigmesikya extincta é um espécie de ácaro que foi descrita cientificamente em 2010 por Cuervo Pineda e Pérez Ortiz. A espécie foi encontrada na pele de uma arara-vermelha-de-cuba.